# Kapelna
Kapelna falu Horvátországban, Eszék-Baranya megyében. Közigazgatásilag Villyóhoz tartozik.

## Fekvése
Eszéktől légvonalban 50, közúton 61 km-re északnyugatra, Nekcsétől légvonalban 24, közúton 36 km-re északra, községközpontjától légvonalban 4 km-re délre, a Szlavóniai-síkságon, a Karasica jobb partján fekszik.

## Története
A falutól délre fekvő „Sredanci” régészeti lelőhely leleteinek tanúsága szerint itt már az őskorban is éltek emberek. A középkorban területe az aszúágyi uradalomhoz tartozott, mely II. András 1228-as oklevele szerint a Tétény nembeli Pukuri Benedek unokájának Marcellnak és testvéreinek a birtoka volt. Az uradalom központját máig sem sikerült azonosítani, Csánki Dezső szerint valahol Alsómiholjác és Szentgyurágy között feküdt. Kapelna középkori létezésére sincs bizonyíték, bár a község honlapja szerint ekkor Poljanának hívták. A török 1537-ben szállta meg ezt a vidéket. A török uralom idején pravoszláv szerb lakosság települt ide. 1680-ig 36 szerb családot számláltak a faluban. A török elleni felszabadító harcok során a szerbek nyugatra, egészen az Ilováig menekültek, majd tíz év után visszatelepültek a régi faluba. A település 1698-ban már Kaplena néven szerepel a szlavóniai települések kamarai összeírásában. 1702-ben 36 házat számláltak a településen.
Az első katonai felmérés térképén „Kapellna” néven található. Lipszky János 1808-ban Budán kiadott repertóriumában „Kapelna” néven szerepel. Nagy Lajos 1829-ben kiadott művében „Kapelna” néven 148 házzal, 896 ortodox vallású lakossal találjuk.
1857-ben 821, 1910-ben 1118 lakosa volt. Verőce vármegye Alsómiholjáci járásához tartozott. Az 1910-es népszámlálás adatai szerint lakosságának 84%-a szerb, 4%-a horvát, 4%-a magyar, 2%-a német anyanyelvű volt. Az első világháború után 1918-ban az új szerb-horvát-szlovén állam, majd később (1929-ben) Jugoszlávia része lett. 1991-ben lakosságának 92%-a szerb, 4%-a jugoszláv nemzetiségű volt. 2011-ben a falunak 294 lakosa volt.

## Lakossága
| Lakosság változása | Lakosság változása | Lakosság változása | Lakosság változása | Lakosság változása | Lakosság változása | Lakosság változása | Lakosság változása | Lakosság változása | Lakosság változása | Lakosság változása | Lakosság változása | Lakosság változása | Lakosság változása | Lakosság változása | Lakosság változása |
| ------------------ | ------------------ | ------------------ | ------------------ | ------------------ | ------------------ | ------------------ | ------------------ | ------------------ | ------------------ | ------------------ | ------------------ | ------------------ | ------------------ | ------------------ | ------------------ |
| 1857               | 1869               | 1880               | 1890               | 1900               | 1910               | 1921               | 1931               | 1948               | 1953               | 1961               | 1971               | 1981               | 1991               | 2001               | 2011               |
| 821                | 810                | 754                | 1.147              | 1.028              | 1.118              | 1.005              | 1.074              | 867                | 901                | 818                | 656                | 487                | 388                | 342                | 294                |

## Nevezetességei
A Szentháromság tiszteletére szentelt pravoszláv temploma 1883-ban épült. Parókia központja volt, melyhez a Szalatnoktól Valpóig terjedő terület tartozott. Tornyát többször is renoválták. Magának a templomnak a felújítását nemrég a községi önkormányzat és néhány helyi adakozó támogatásával kezdték meg. A templom további felújítása folytatódik annak érdekében, hogy szentmiséket lehessen tartani benne, ami jelenleg rossz állapota miatt még nem lehetséges.

## Kultúra
A „Borislav” Kapela kulturális egyesület a falu és környéke kulturális hagyományait őrzi.

## Sport
Az NK Kapelna labdarúgócsapata a megyei 3. ligában szerepel.